# Panukulan
Panukulan è una municipalità di quinta classe delle Filippine, situata nella Provincia di Quezon, nella regione di Calabarzon.
Panukulan è formata da 12 baranggay:
- Balungay
- Bato
- Bonbon
- Calasumanga
- Kinalagti
- Libo
- Lipata
- Matangkap
- Milawid
- Pagitan
- Pandan
- San Juan (Pob.)